# Marash Kumbulla
Marash Kumbulla (ur. 8 lutego 2000 w Peschiera del Garda) – albański piłkarz, występujący na pozycji obrońcy we włoskim klubie AS Roma oraz w reprezentacji Albanii. Wychowanek Hellasu Verona. Posiada również obywatelstwo włoskie.